# ادموند بور
جاك إدموند إميل بور ميكانيكي وعالم رياضيات فرنسي من من القرن التاسع عشر. طور صيغة بور.
كان طالبًا في كلية الفنون التطبيقية وتخرج في التخصص عام 1852. ثم عمل مدرسًا في مدرسة المناجم في سانت إتيان، ثم مدرسًا ثم أستاذًا للميكانيكا في كلية الفنون التطبيقية. في عام 1858 حصل على الجائزة الكبرى في الرياضيات من أكاديمية العلوم عن أطروحته حول «تكامل المعادلات التفاضلية الجزئية للدرجتين الأولى والثانية».
توفي عن عمر ناهز 34 عامًا في المستشفى العسكري «فال دو غراس» نتيجة مرض أصيب به أثناء رحلاته (في كل من الجزائر لمراقبة الكسوف في 18 يوليو 1860 وآسيا الصغرى لأبحاث المعادن). يتعلق عمله بشكل أساسي بتشوه الأسطح. اشتهر بصيغته في مجال الميكانيك، صيغة بور.

## مؤلفاته
- مذكرة عن السيرة الذاتية عن إدموند بور، تمت قراءتها في جمعية باريس للفلسفة الفيزيائية، 15 ديسمبر 1866 ، باريس، غوتييه فيلارز، 1867 اقرأ على الإنترنت .
- رسائل مختارة من إدموند بور لعائلته (1848-1866)، مع مقدمة بقلم م. د. جوزيف بيرتين... وتشارلز جودار. . . ، جراي، ج.رو 1905، ص 162

## المجموعات العامة
- جراي (سون العليا)، متحف بارون مارتن:
  - الفارس المغاربي ، 1852، غسيل وغواش، 45 × 35 سم؛
  - الفارس الأندلسي ، 1852، الغواش والغواش 45 × 35 سم.

1. ↑  تاريخ ماكتوتور لأرشيف الرياضيات، QID:Q547473